# Phillip Carter

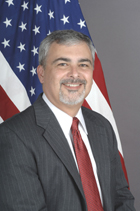
Phillip Carter III. (2010)

Phillip Carter III (* 1959) ist ein Diplomat der Vereinigten Staaten. Er diente als US-Botschafter in Guinea von 2007 bis 2008 als Nachfolger von Jackson McDonald sowie von 2010 bis 2013 als US-Botschafter der Elfenbeinküste. Sein diplomatischer Rang ist der eines Minister Counseler. 2013 wurde er Stellvertreter des Kommandeurs für zivilmilitärische Einsätze des United States Africa Command (AFRICOM) in Stuttgart.
In seiner früheren politischen Laufbahn war Karter Direktor für westafrikanische Angelegenheiten und Vize-Direktor für ostafrikanische Angelegenheiten im US-Ministerium. Zuvor war er noch stellvertretender Missionschef der US-Botschaften in Madagaskar und Gabun. Davor war er als internationaler Finanzökonom im Außenministerium tätig. Er befasste sich dort mit internationalen Schulden- und Kapitalangelegenheiten und war der Ansprechpartner des Ministeriums für Fragen zum internationalen Währungsfonds in Afrika. Von 1992 bis 1994 war er als Wirtschafts- und Handelsrat in der US-Botschaft von Bangladesch tätig.
Nach seinen beiden Posten als Botschafter wechselte er in die Privatwirtschaft und war als Executive Vice President der internationalen Consultingfirma und PR-Agentur Jefferson Waterman International in Washington aktiv. 2018 bis 2022 war er „Senior Mentor“ beim Center for Strategic Leadership des United States Army War College tätig. Aktuell ist er Präsident der Mead Hill Group, einem internationalen Beratungsunternehmen.
1989 machte Carter seinen Bachelor an der Drew University in Wirtschaft und Geschichte. 1995 folgte sein Master an der Yale University in Internationale- und Entwicklungsökonomie. Er ist mit Patricia Carter verheiratet.